# Georg Schöpflin
Pour les articles homonymes, voir Schöpflin.
Georg Johann Schöpflin (né le 5 avril 1869 à Titisee et mort le 24 novembre 1954 à Schöneiche bei Berlin) est un homme politique allemand (SPD, SED).

## Biographie

### La vie dans l'Empire (1869 à 1919)
Schöpflin est le fils d'un tonnelier et d'un fermier. Il étudie aux écoles élémentaires de Titisee et de Fribourg-en-Brisgau entre 1875 et 1883. Il complète ensuite un apprentissage de fabricant de pinceaux de 1883 à 1885. De 1885 à 1889, il travaille en Suisse, en Autriche et en Italie, entre autres. De 1889 à 1891, Schöpflin effectue son service militaire obligatoire dans le 109e régiment de grenadiers (de) à Karlsruhe. En 1891, Schöpflin rejoint le Parti social-démocrate d'Allemagne (SPD) et l'Association allemande des travailleurs du bois. À ce moment-là, Schöpflin se marie. De ce mariage est né Alfons Schöpflin (de) (1898-1970), qui devient conseiller municipal du Grand Berlin après la Seconde Guerre mondiale.
À partir de 1895, Schöpflin travaille comme bénévole pour divers quotidiens sociaux-démocrates à Burgstädt, Chemnitz, Mudental et à Leipzig. De 1895 à 1897, il est rédacteur en chef du Märkische Volksstimme de Francfort-sur-l'Oder. Selon Koch et Briem, les contemporains jugent les articles de Schöpflin comme «vivant et populaire», et en tant que personne, il est populaire avec une moustache et des «yeux joyeusement clignotants».
En juin 1903, Schöpflin est élu au Reichstag en tant que candidat du SPD pour la 14e circonscription (Saxe), où il restera jusqu'en janvier 1907. Après une absence de près de deux ans et demi du Reichstag, Schöpflin y revient en septembre 1909, où il représente désormais la 19e circonscription (Saxe). Il reste par la suite député du Reichstag jusqu'en novembre 1918. En août 1914, au début de la Première Guerre mondiale, Schöpflin vote pour les emprunts de guerre. Pendant la guerre, en dehors de son travail au parlement, il travaille principalement pour la correspondance social-démocrate à Berlin.

### République de Weimar et national-socialisme (1919 à 1945)
Au moment des troubles de 1919, Schöpflin a occupé pendant quelques semaines le poste de commandant de la ville de Berlin. Il est également député du Reichstag et de l'Assemblée nationale de Weimar, au cours de laquelle la constitution de la République de Weimar est rédigée et adoptée. Après les premières élections au Reichstag de la République de Weimar, Schöpflin est député pendant douze ans et demi sans interruption. Alors qu'il représente la 30e circonscription (Saxe) au parlement dans la phase de transition de janvier 1919 à juin 1920, il siège au Reichstag de juin 1920 à mai 1924 en tant que représentant de la 35e circonscription 35 (Bade), puis, de mai 1924 à juillet 1932, en tant que représentant de la 32e circonscription. Au Reichstag, Schöpflin s'est principalement exprimé en tant que président sur les questions de politique militaire, en particulier sur le budget de la Reichswehr.
Parallèlement à ses activités parlementaires, Schöpflin est rédacteur en chef du Volksfreund social-démocrate à Karlsruhe de 1919 à 1933. Il y dessine souvent ses articles comme «Isegrimm. " 
La «prise de pouvoir » nationale-socialiste en 1933 met fin à la carrière journalistique de Schöpflin. Il évite l'arrestation en séjournant brièvement en Suisse. Il retourne plus tard en Allemagne, où il vit sans être dérangé à Karlsruhe pour le reste du régime nazi, et à partir de 1936 à Schöneiche près de Berlin.

### Les dernières années (1945 à 1954)
Après la Seconde Guerre mondiale, Schöpflin fait campagne pour «l'unité de la classe ouvrière». En 1946, il participe au congrès d'unification au cours duquel le SPD et le KPD fusionne pour former le SED dans la zone d'occupation soviétique. Pour le SED, Schöpflin est alors membre du parlement de l'état de Brandebourg (de) pendant cinq ans, de 1946 à 1951, en tant que président principal.
De 1948 à 1949, Schöpflin est membre du Conseil populaire et de 1949 à 1950 membre de la Chambre du peuple provisoire.

## Travaux
- Die sächsischen Landtagswahlen 1901. In: Sozialistische Monatshefte (de). 1901, 5 = 7(1901), Heft 11, S. 887–892. Digitalisat
- Kriegervereine und Sozialdemokraten. In: Die Neue Zeit 36.1917-1918, 2. Band (1918), Heft 22, S. 511–514. Digitalisat
- [Rede]. In: 40. Parteitag der Sozialdemokratischen Partei Deutschlands am 19. und 20. April 1946 in Berlin. Vorwärts-Verlag, Berlin 1946, S. 124–128.
- Aus der Geschichte der deutschen Arbeiterbewegung. „Erlebnisse eines Sozialdemokraten“. In: Einheit. Zeitschrift für Theorie und Praxis des wissenschaftlichen Sozialismus.  2. Jg. (1947), S. 685–688.
- Johann Heinrich Wilhelm Dietz. Der Schöpfer und Organisator des sozialistischen Verlagsgeschäftes. Zum 25. Todestag am 28. August 1947. Dietz Verlag, Berlin 1947.